# Agustin Sixto Seco
Agustin Sixto Seco, né à Mehá (Mugardos) (La Corogne) le 3 décembre 1926 et décédé à Saint-Jacques-de-Compostelle le 30 décembre 2004 est un médecin et un intellectuel galléguiste.

## Biographie
Il a élevé la traumatologie galicienne au premier plan de l'État, il a été président de la Société espagnole de traumatologie, en entretenant des très bonnes collaborations avec le Portugal, avec l'International College of Surgeons et avec la Société latinoaméricaine d'orthopédie.
Dévoué essentiellement à la médecine, mais a aussi toujours collaboré aux travaux approfondis sur la culture galicienne dont il a été un des promoteurs de premier ordre : à l'éditorial Galaxia, à la fondation Penzol, au Musée du peuple galicien, au Centre Ramon Piñeiro ou à la fondation Camilo José Cela. Son premier travail et celui le plus aimé par lui fut : la Maison musée de Rosalía de Castro  à Padrón.
Mais la récupération de l'historiographie ne l'arrête avec la poétesse d'Iria Flavia : d'un pazo un peu délabré, symbole de la décadence petrucio/petrucial du XXe siècle fut réalisé la Maison musée Otero Pedrayo  à  Trasalba, là où le sous sol de la maison fut convertie en un auditorium et les  locaux d'animaux furent convertis en une jolie bibliothèque.
Catholique de foi, comme Alexandre Bóveda, Florentino López Cuevillas, Vicente Risco ou Ramón  Otero Pedrayo il collabore aussi à la revue de pensée chrétienne Encrucillada jusqu'à sa mort.
En 2005 il a reçu le Premio Trasalba pour sa contribution à la diffusion de la langue, de la culture et de la littérature galiciennes.